# Netzknoten
Netzknoten sind in einem Netzwerk die technischen Einrichtungen, die als Knoten zwischen den Netzwerkverbindungen vorhanden sind. 

## Allgemeines
Das Wort Netzknoten stammt aus der Graphentheorie, in welcher der Graph das Netzwerk ist, das aus Knoten und deren Verbindungen zueinander, den so genannten Kanten, besteht. Netzknoten können beispielsweise Netzwerkgeräte wie Computer (Hostrechner, Server), Endgeräte, Telefone oder auch Bahnhöfe sein. Die entsprechenden Verbindungen wären Kabel, Funkstrecken oder Gleise. Netzknoten werden auch die Verknüpfungspunkte in logistischen Netzwerken (Absatzketten, Lieferketten, Transportketten) genannt. Sie dienen vor allem dem Umschlag von Frachtgütern im Güterverkehr oder dem Umsteigen von Fahrgästen im Personenverkehr von einem Transportmittel in das nächste (wie Bahnhöfe, Flughäfen, Güterverkehrszentren, Häfen, Hubs oder Logistikzentren).
Ohne Netzknoten funktionieren Netzwerke nicht oder sind sinnlos. 

## Netzknoten und Netzwerk
Der Zusammenhang zwischen Netzwerk, Verkehrswegen und Netzknoten ergibt sich aus folgender Aufstellung:
| Netzwerk          | Verkehrswege             | Netzknoten                                                        |
| ----------------- | ------------------------ | ----------------------------------------------------------------- |
| Straßennetz       | Straßen                  | Anschlussstellen, Autobahnkreuze, Haltestellen, Straßenkreuzungen |
| Schienennetz      | Schienen                 | Bahnhöfe, Gleisanschlüsse, Gleiskreuzungen, Weichen               |
| Wasserstraßennetz | schiffbare Wasserstraßen | Binnen- und Seehäfen, Flussmündungen                              |
| Luftstraßennetz   | Luftstraßen              | Flughäfen                                                         |
| Rohrleitungsnetz  | Rohrleitungsverbindung   | Pumpwerk, Hausanschluss                                           |
| Stromnetz         | Stromleitung             | Umspannwerk, Hausanschluss                                        |
| Funknetz          | Funkstrecken, Funkwellen | Endgeräte, Wiedergabegeräte                                       |

Die Verbindungen zwischen den einzelnen Netzknoten der Verkehrsinfrastruktur heißen allgemein Verkehrswege oder Transportwege. Der Verkehrsknoten ist ein Ort, an welchem sich mehrere Verkehrswege gleicher Art kreuzen oder ein Verkehrsweg in einen Verkehrsweg gleicher Art einmündet. Dazu gehören im Landverkehr unter anderem die Autobahnkreuze und im Wasserverkehr die Flussmündungen.

## Straßenverkehr
Die Gliederung des Straßennetzes erfolgt durch ein Netzknoten- und Stationierungssystem, mit dem jede Straße in Netzstrecken unterteilt wird, die im Regelfall in 100 Meter lange Abschnitte unterteilt werden. Nach der „Anweisung Straßendatenbank“ (ASB) werden als Abschnitte die Teile des Straßennetzes bezeichnet, die jeweils zwischen zwei Netzknoten liegen.
Im Verlauf der Straßen ist eine eindeutige Stationierungsrichtung definiert, die z. B. bestimmt, in welche Richtung die Kilometer hochgezählt werden. Das Netzknoten- und Stationierungssystem liefert somit ein einheitliches und eindeutiges Ordnungsmerkmal zur Verwaltung straßenbezogener Sachverhalte. Über die Straßenverwaltung hinaus kann der Netzknoten der Standortbestimmung per GIS (Geografisches Informationssystem) und Satellitennavigation und auch der Polizei und Rettungsdiensten dienen.
Zur eindeutigen Bezeichnung erhält jeder Netzknoten eine bestimmte Nummer. Für das übergeordnete Straßennetz (Autobahnen, Bundesstraßen, Landesstraßen bzw. Staatsstraßen, Kreisstraßen) ist diese Nummer nach bundeseinheitlicher Regelung immer 7-stellig. Die ersten 4 Stellen bestehen aus der Nummer des Blattes der Topografischen Karte 1:25.000, innerhalb dessen der Netzknoten liegt, die folgenden 3 Stellen ergeben sich aus einer Nummerierung der Netzknoten, die im Bereich des jeweiligen Kartenblatts liegen. Auf kommunaler Ebene existieren weitere Nummerierungssysteme. In der Örtlichkeit wird das Netzknoten- und Stationierungssystem in der Regel durch Stationszeichen dargestellt (s. Foto), die mindestens die Straßenbezeichnung enthalten sowie den genauen Standort des Stationszeichens z. B. anhand der Netzknotennummern, einer Abschnittsnummer in Kombination mit der Station in Kilometern.

## Schienenverkehr
Wichtigster Netzknoten im Schienenverkehr ist der Bahnhof. Hier kommen Personen- und Güterzüge aus mehreren Himmelsrichtungen an oder fahren in diese ab. Auch der Kopfbahnhof ist ein Netzknoten. Ein Netzknoten kann nur dann effizient genutzt werden, wenn bereits bei den zuführenden Zügen darauf geachtet wird, dass diese zum richtigen Zeitpunkt am Knoten ankommen. Verzögerungen an Bahnhöfen bei der Abfertigung haben einen Dominoeffekt zur Folge, denn sie führen zu Verspätungen.

## Leitungsverkehr
Die Leitungsnetze des Leitungsverkehrs sind meist entlang öffentlicher Straßen verlegt, so dass das Straßennetz die Orientierung für das Leitungsnetz bildet.
Den einzelnen Netzknoten der Rechnernetze ist nicht bekannt, wie viele Datenpakete oder Datagramme sich gerade im Netz befinden, so dass eine Einschränkung des Netzzugangs auf die maximale Pufferkapazität des Netzes nicht möglich ist.

## Kombinierter Verkehr
Im kombinierten Verkehr werden die Netzknoten verschiedener Verkehrsträger miteinander verknüpft, wenn beispielsweise im Vorlauf der Versandspediteur das Frachtgut zum Güterbahnhof bringt, von wo aus es im Hauptlauf mit dem Güterzug zum Bestimmungsbahnhof transportiert wird, um danach im Nachlauf im Seehafen als Seefracht verschifft zu werden.

## Telekommunikation
In der Telekommunikation besteht die Netzarchitektur aus Netzwerkknoten (wie Endgeräten), die durch Netzwerkkanten miteinander verbunden sind.

## Informatik
Netzknoten sind in der Informatik in lokalen Netzen (Local Area Networks; LAN) die Switches, Router und Hubs, in Wide Area Networks (WAN) die Vermittlungsstellen für die Leitungsvermittlung oder Datenpaketvermittlung, in optischen Netzen sind es optische Multiplexer (OMUX) und optische Crossconnects (OXC), in Mobilfunknetzen die Mobile Switching Center (MSC), in IP-Netzen die Gigabit- und Terabit-Router und Switches und im Internet die Internet-Knoten (Commercial Internet Exchanges, CIX), über die der nationale und internationale Internetverkehr geschaltet wird. In Deutschland ist der zentrale Internet-Knoten der DE-CIX.